# جبل الغرزة (شرس)

تعديل مصدري - تعديل

جبل الغرزة هي إحدى قرى عزلة شرس الاسفل بمديرية شرس التابعة لمحافظة حجة، بلغ تعداد سكانها 133 نسمة حسب تعداد اليمن لعام 2004.